# Селище (Лешуконський район)
Селище (рос. Селище) — присілок в Лешуконському районі Архангельської області Російської Федерації.
Населення становить 68 осіб. Входить до складу муніципального утворення Ценогорське муніципальне утворення.

## Історія
Від 1937 року належить до Архангельської області.
Від 2004 року належить до муніципального утворення Ценогорське муніципальне утворення.

## Населення
| 2002 | 2010 | 2012 |
| ---- | ---- | ---- |
| 126  | ↘70  | ↘68  |